# Yosvany Veitía
Yosvany Veitía Soto (ur. 12 marca 1992 w Villa Clara) – kubański bokser, mistrz świata, trzykrotny srebrny medalista igrzysk panamerykańskich, złoty medalista Igrzysk Ameryki Środkowej i Karaibów, złoty i srebrny medalista mistrzostw panamerykańskich.

## Kariera
W 2010 roku zdobył brązowy medal młodzieżowych mistrzostw świata w Baku. Rok później reprezentował Kubę na mistrzostwach świata w stolicy Azerbejdżanu w wadze papierowej. Pokonał kolejno Byrżana Żakypowa z Kazachstanu, Georgiego Andonowa z Bułgarii i w 1/8 finału Naoyę Inoue z Japonii, zdobywając nominację olimpijską. W ćwierćfinale przegrał z reprezentantem Mongolii Pürewdordżijnem Serdambą. Dwa tygodnie później wystąpił na igrzyskach panamerykańskich w Gudalajarze. W pierwszej walce pokonał Davida Jiméneza z Kostaryki, w półfinale wygrał z Portorykańczykiem Jantonym Ortizem, a w finale przegrał na punkty z Meksykaninem Joselito Velázquezem, zdobywając srebrny medal.
W 2012 roku na igrzyskach olimpijskich w Londynie w pierwszej walce pokonał Australijczyka Billy'ego Warda, a następnie przegrał z reprezentantem Chin Zou Shimingiem.
Następnego roku w Ałmaty podczas mistrzostwa świata zdobył brązowy medal w wadze papierowej. W półfinale przegrał z późniejszym mistrzem, Byrżanem Żakypowem z Kazachstanu. W 2014 roku na igrzyskach Ameryki Środkowej i Karaibów zdobył złoto w wadze muszej po zwycięstwie w finale nad Kolumbijczykiem Ceiberem Ávilą. Rok później zajął drugie miejsce na igrzyskach panamerykańskich w Toronto. W decydującej walce przegrał jednogłośnie z Amerykaninem Antonio Vargasem. Tego samego roku zdobył również srebrny medal mistrzostw panamerykańskich rozegranych w Vargas, przegrywając z reprezentantem gospodarzy Yoel Finolem 1:2. W październiku został wicemistrzem świata na mistrzostwach świata w Dosze. W finale nieco lepszy okazał się Azer Elvin Məmişzadə.
W 2016 roku wziął udział na igrzyskach olimpijskich w Rio de Janeiro w wadze muszej. W pierwszej walce pokonał Marokańczyka Achrafa Kharroubiego, zaś w ćwierćfinale przegrał z Chińczykiem Hu Jianguan. Rok później w czerwcu zdobył złoty medal mistrzostw panamerykańskich w Tegucigalpie, wygrywając w finale z Ceiberem Ávilą z Kolumbii. Złoto zdobył także na mistrzostwach świata w Hamburgu, pokonując Uzbeka Jasurbeka Latipova.
2 sierpnia 2019 roku zdobył srebrny medal igrzysk panamerykańskich rozegranych w Limie. W finale kategorii muszej przegrał z Rodrigo Marte z Dominikany. Był to trzeci z rzędu przegrany finał w tych zawodach.